# Bernardi (azienda)
Bernardi era una catena di negozi di abbigliamento per uomo, donna e bambino.

## Storia
Il primo negozio Bernardi viene aperto a San Giorgio di Nogaro nel 1975 da Riccardo di Tommaso e dalla madre Teresa Bernardi, da cui prende il nome l'impresa.
Il negozio, nel paese natale di Riccardo di Tommaso si trova all'interno di una struttura statica denominata "Il Pallone". L'attività, nata per finanziare gli studi universitari, si dimostra una scelta vincente. Vengono proposti capi di abbigliamento alla moda, di buona qualità e con i prezzi più bassi sul mercato fortemente competitivi, grazie all'individuazione dei migliori fornitori.
Negli anni aumentano il giro d'affari e la clientela. Il primo negozio viene spostato in una sede più spaziosa e in pochi anni vengono aperti altri punti vendita Bernardi inizialmente tutti in Friuli-Venezia Giulia, poi in Veneto. Nel 1992 vengono aperti i primi negozi in Europa, a Parigi, San Gallo (Svizzera), Vienna.
Dal 1983 l'azienda inizia la copertura sul territorio nazionale realizzando a Basiliano la sede e il magazzino centrale successivamente spostata a Ronchis. Negli anni novanta Bernardi è tra le prime aziende in Italia ad operare con i mercati del Sud-est asiatico, costituendo anche nel 1994 una sede operativa in Bangladesh.
Nel luglio 2003 Bernardi Group acquista Postalmarket, l'azienda commerciale italiana, leader nazionale nella vendita per corrispondenza che viene poi chiusa nel 2007.
Nel 2009 vengono inaugurati 4 negozi Bernardi al di fuori dell'Italia: a Sulaymaniyya e a Erbil in Kurdistan; a Kirkuk in Iraq; a Timișoara in Romania.
Il 24 gennaio 2010 muore il fondatore del Gruppo Bernardi, Riccardo di Tommaso, all'età di 56 anni a causa di una grave forma di leucemia. Lascia la moglie Fiorella e i figli Diego e Silvia, entrambi impegnati nel Gruppo.
Ad agosto 2012 il Gruppo Coin acquisisce 104 negozi del gruppo Bernardi. Il gruppo Bernardi continua a gestire, in virtù di un contratto di franchising con il Gruppo Coin, 26 negozi con insegna Bernardi concentrati nel Friuli-Venezia Giulia e nel Veneto orientale, e 35 negozi ad insegna Go Kids; i restanti verranno suddivisi in OVS e UPIM. Tutto questo comporta l'assorbimento del personale dei punti vendita e il licenziamento di 120 dipendenti della sede e del magazzino.
Il 31 marzo 2015, viene reso noto dal Messaggero Veneto - Giornale del Friuli che la multa non pagata, la quale ha portato al fallimento del Gruppo Bernardi, sarebbe stata un errore del fisco.
Il 3 marzo 2016 viene annunciata, dal TGR Friuli Venezia Giulia, la ripresa di attività degli esercizi con la nuova insegna della Erreci Negozi S.r.l. che ha rilevato per 120.000 euro, 23 negozi in Friuli Venezia Giulia, per un totale di 60 dipendenti. Dopo un lungo periodo di difficoltà e di cassa integrazione i negozi sono quindi riaperti, con un imprenditore nuovo e una filiera anche di produzione.

## Ex Bernardi Group
- Bernardi S.p.A.: commercio al dettaglio di abbigliamento a marchio Bernardi (abbigliamento uomo, donna, bambino, premaman, intimo, tessile casa).
- Go Kids S.r.l.: commercio al dettaglio di abbigliamento 0-14 anni a marchio Go Kids (abbigliamento per ragazzi, bambini, neonati, intimo, premaman).
- Postalmarket: vendita per corrispondenza (dal 2003 al 2007).

### Ex punti vendita
Dal 1975 ad agosto 2012
185 punti vendita così ripartiti:
- 142 punti vendita Bernardi in Italia.
- 1 punti vendita Bernardi in Iraq a Kirkuk.
- 1 punto vendita Bernardi in Romania a Timișoara.
- 3 punto vendita Bernardi in Kurdistan a Erbil, Sulaymaniyya, Soran.
- 1 punto vendita Bernardi in Repubblica Ceca a Zlín.
- 35 punti vendita Go Kids in Italia.
- 2 punti vendita Go Kids in Germania a Berlino.

Da settembre 2012
61 punti vendita tra Friuli-Venezia Giulia e Veneto così ripartiti:
- 26 punti vendita Bernardi
- 35 punti vendita Go Kids

### Ex attività
Dal 1975 al 2012
- 1.000-2.000 m² di superficie media di un punto vendita Bernardi.
- 100.000 m² di superficie coperta tra magazzini e uffici in Italia.
- 180.000 m² di superficie coperta dai negozi.
- 1.300 dipendenti.
- 26 milioni di capi movimentati nei negozi Bernardi.
- 10 milioni di capi prodotti all'estero.
- 6,5 milioni di scontrini emessi.
- 180 milioni di fatturato.
- 7 milioni di investimenti per ristrutturazioni negozi e nuove aperture.